# Ngapudaw
Ngapudaw är en kommun i Myanmar.   Den ligger i regionen Ayeyarwady, i den södra delen av landet, 400 km söder om huvudstaden Naypyidaw. Antalet invånare är 153 219.